# Dioscorea stenocolpus
Dioscorea stenocolpus är en enhjärtbladig växtart som beskrevs av Rodolfo Amando Philippi. Dioscorea stenocolpus ingår i släktet Dioscorea och familjen Dioscoreaceae. Inga underarter finns listade i Catalogue of Life.